# Omanischer Rial
Der Omanische Rial (auch Rial Omani, Plural: Rials; arabisch ريال عماني, DMG Riyāl ʿUmānī) ist die Währung des Sultanates Oman. Ein Omanischer Rial ist in 1000 Baisa (بيسة), auch Baiza (Abkürzung: Bz.) geschrieben, unterteilt.
Der Name Rial leitet sich vom Portugiesischen Real ab. Das Königreich Portugal betrieb an der omanischen Küste über Jahrhunderte hinweg einträglichen Handel.

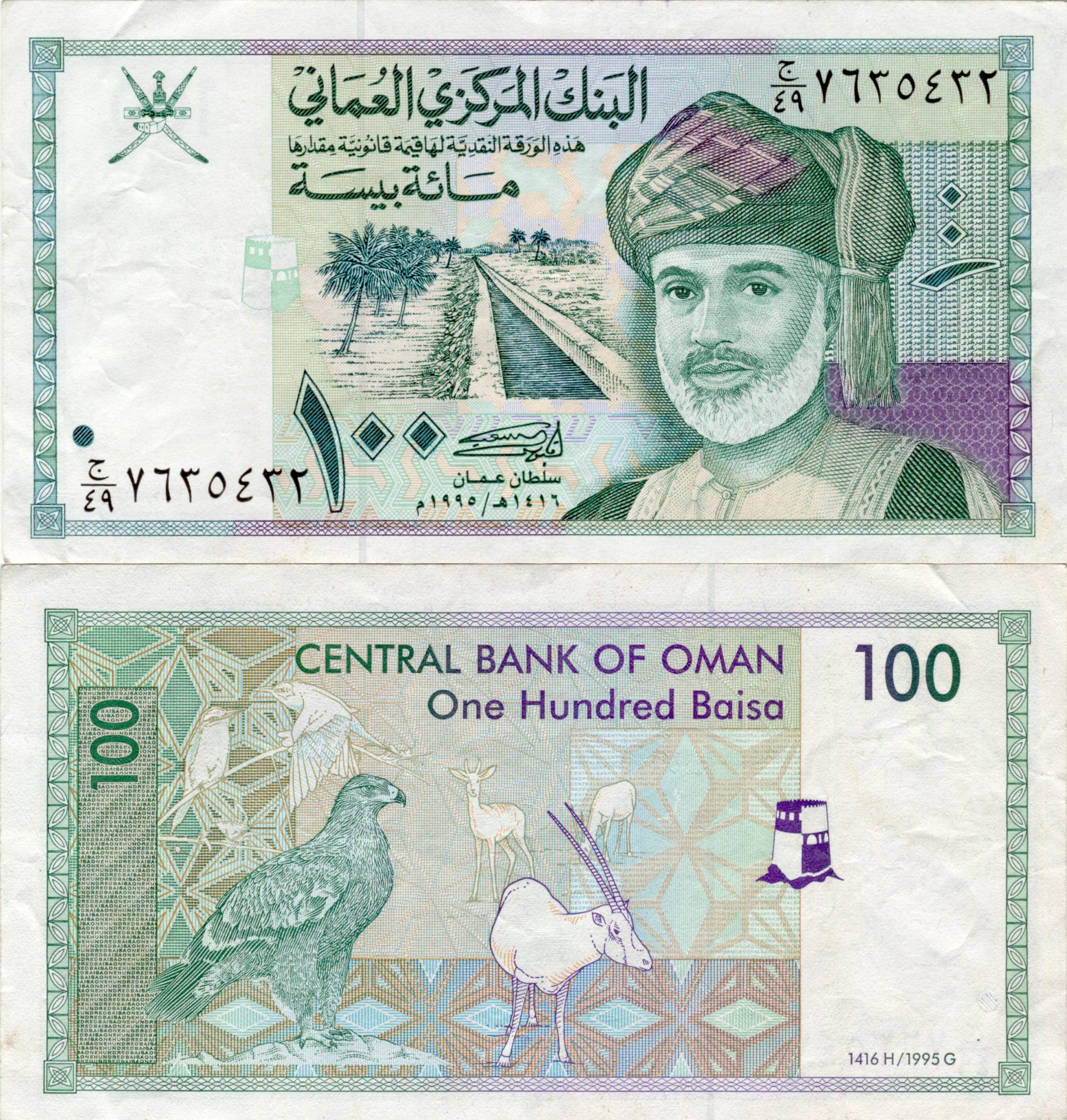
Die 100-Baisa-Note ist die geringstwertige Banknote

Den Omanischen Rial (abgekürzt Om. Rial oder Oman. Rial – umgangssprachlich auch Omanrial) gibt es gegenwärtig in den folgenden Stückelungen:
- Banknoten weisen Werte von 100 Baisa sowie von ½, 1, 5, 10, 20 und 50 Omanischen Rials auf. Von 1977 bis 2010 gab es zudem 200-Baisa-Banknoten. Die gegenwärtige Geldscheinreihe stammt aus dem Jahre 2020 und zeigt auf den drei Banknoten mit den niedrigsten Nominalen landesübliche Darstellungen. Die Banknoten zu 5, 10 und 20 Rial tragen ein Bild von Sultan Haitham ibn Tariq, wohingegen der Höchstwert von 50 Rial seinen Vorgänger Sultan Qabus bin Said zeigt.[3]
- Münzen gibt es in Werten von 5, 10, 25 und 50 Baisa.

In den 1980er-Jahren wurden Münzen zu 100 Baisa, ¼ Omanrial und ½ Omanrial ausgegeben.
Es gibt Bestrebungen, den Omanischen Rial durch eine gemeinsame Währung der arabischen Golfstaaten zu ersetzen.